# Ландшафт теории струн
Ландша́фт тео́рии струн (антропный ландшафт, проблема ландшафта) — существование в теории струн огромного числа (10100—10500) ложных вакуумов. Такое количество ложных вакуумов объясняется свободой выбора пространств Калаби — Яу, отвечающих за компактификацию дополнительных измерений в теории струн.
Идея ландшафта теории струн была предложена Леонардом Сасскиндом для описания конкретной реализации антропного принципа, состоящего в том, что фундаментальные физические константы имеют определённые значения не по каким-то физическим причинам, а потому, что эти значения необходимы для существования жизни на Земле, в том числе разумных наблюдателей, измеряющих эти значения.
По мнению критиков теории струн, например, Ли Смолина и Дэвида Гросса, проблема ландшафта выводит теорию струн из рамок научности, так как она становится нефальсифицируемой: каждому ложному вакууму соответствует своя низкоэнергетическая — наблюдаемая — физика, а выбор среди них варианта, совпадающего с известной Стандартной моделью и с наблюдаемым значением космологической постоянной, оказывается, вероятно, NP-полной задачей, то есть не может быть проведён более эффективно, чем полным перебором всех имеющихся возможностей, что сейчас представляется нереализуемым.